# DBR1
DBR1‏ (Debranching RNA lariats 1) هوَ بروتين يُشَفر بواسطة جين DBR1 في الإنسان.